# Du monde entier (collection)
Pour les articles homonymes, voir Du monde entier.
Du monde entier est la principale collection de littérature étrangère des éditions Gallimard, fondée au printemps 1931.

## Historique
La collection « Du monde entier » voit le jour en mai 1931 à une époque où croît l'intérêt pour la littérature étrangère et où fleurissent les collections qui lui sont dédiées. Jusqu'en 1950 cependant, la collection publie principalement les tirages de tête de traductions parues dans la collection Blanche. Mais à partir de 1950, la collection prend son autonomie et publie quelques grands auteurs contemporains non francophones. 
Le domaine anglo-saxon, sous l'influence de Maurice-Edgar Coindreau, occupe une large part et donne une place à des auteurs comme Faulkner, Hemingway, Caldwell, Steinbeck, Joyce, Nabokov, Melville, Hawthorne, D. H. Lawrence, Conrad, Dos Passos, qui seront suivis d’autres tels que Golding, Capote, Bowles, Henry Miller, Orwell, Fitzgerald, Bellow, Kerouac, Flannery O'Connor, Baldwin ou encore Iris Murdoch et V. S. Naipaul. 
Aux côtés des auteurs anglo-saxons, paraissent des auteurs tels que Döblin, Kafka, Thomas Mann, Jünger, Broch, Frisch, Thomas Bernhard, Elias Canetti, Handke, ou encore Blixen, Tanizaki, Mishima, Kemal, Tagore, Kundera, Rítsos.
Les littératures ibériques et latino-américaines font une entrée discrète en 1938 avec Jorge Amado, suivi en 1947 de Lorca et en 1951 des Fictions de Borges. Suivront Asturias, Carpentier, Goytisolo, Rulfo, Cortázar, Neruda, Cabrera Infante, Octavio Paz, Clarice Lispector, Fuentes, Jorge Guillén, Luis Cernuda et Vargas Llosa, parmi d'autres. 
Ce sont Moravia, Svevo et Pavese qui dans les années 1950 inaugurent le domaine italien, qui proposera ensuite des ouvrages de Bassani, Pasolini, Montale.
À partir des années 1970, le catalogue s'ouvre à de nouvelles langues et littératures et la collection propose toujours plus de titres. Actuellement, parmi ses auteurs phares, on peut citer Philip Roth, Martin Amis, Arundhati Roy, Amos Oz, Jonathan Coe, Orhan Pamuk, Erri De Luca, Javier Marías, Sergio Pitol.

## Repères
- Le premier titre de la collection est Après d'Erich Maria Remarque, publié en mai 1931.
- Le titre le plus vendu est Le Docteur Jivago de Boris Pasternak, publié en 1956.
- Le logo actuel date de 1961.
- À partir du 575e volume, en 1971, les ouvrages ne portent plus de numéro d'ordre.
- Environ 35 langues traduites et les auteurs sont de 55 nationalités.
- Une grande partie des titres de la collection ont été repris au format poche dans les collections « Folio » et « L'Imaginaire ».